# Libéraux-démocrates (Royaume-Uni)
Pour les articles homonymes, voir Parti libéral démocrate.
Les Libéraux-démocrates (anglais : Liberal Democrats, abrégé en Lib Dems) sont un parti politique britannique classé du centre au centre gauche de l'échiquier politique.  
Le parti a été fondé en 1988 par une fusion du Parti libéral avec le Parti social démocrate (SDP) qui formaient depuis 1981 une alliance électorale. Le Parti libéral existait précédemment depuis 129 ans et a dirigé le Royaume-Uni sous les Premiers ministres Gladstone, Asquith et Lloyd George notamment, avant d'être surpassé par le Parti travailliste dans les années 1920. 
Edward Davey est le chef des Libéraux-démocrates depuis 2019. De 2010 à 2015, les Libéraux-démocrates ont été le partenaire minoritaire du Parti conservateur au sein du gouvernement Cameron.

## Situation
Les Libéraux-démocrates disposent de 12 députés à la Chambre des communes, après les élections législatives de 2017. 
En 2010, ils avaient obtenu 57 députés. Ils ont alors formé une coalition avec le Parti conservateur de David Cameron, et étaient donc au gouvernement. En particulier, Nick Clegg était Vice-Premier ministre.
Au parlement écossais, de 1997 jusqu'à 2007 les Libéraux-démocrates écossais formaient une coalition gouvernementale avec les travaillistes, Jim Wallace étant le vice-Premier ministre d'Écosse. 
Il existe aussi une branche galloise au Parlement gallois (cinq députés sur 60), et avec douze députés européens, c'est le principal parti de l'Alliance des démocrates et des libéraux pour l'Europe, jusqu'en 2014, où le parti perd 11 de ses 12 députés européens, recueillant 6,61 % des suffrages.

## Histoire
Les Libéraux-démocrates résultent de la fusion en 1988 de l'ancien parti libéral britannique et du plus récent parti social-démocrate, une faction qui a quitté le parti travailliste en 1981. Les deux partis ayant préalablement formé une alliance électorale, baptisée SDP-Liberal Alliance, pendant quelques années, mais les élections générales en 1983 et 1987 furent des déceptions pour l'Alliance. Ils ont gagné beaucoup de voix dans les élections, légèrement moins que le parti travailliste, mais ils n'ont pas gagné une quantité comparable de sièges à la Chambre des communes. Après la fusion, le parti nouveau a élu Paddy Ashdown, premier chef du parti uni.
Au milieu des années 1990, à la suite du « recentrage » du New Labour sous l'impulsion de Tony Blair, la question d'une alliance entre les Libéraux-démocrates et le Parti travailliste devient centrale. Néanmoins, souhaitant conserver une identité propre, le parti s'oriente davantage vers la gauche de l'échiquier politique, s'opposant en particulier à la privatisation des chemins de fer ou étant favorable à une hausse des impôts.
Après deux élections sans augmentation significative des sièges, l'élection générale en 1997 a doublé leur nombre de sièges. Ashdown a démissionné en 1999, et Charles Kennedy l'a remplacé. Sous la conduite de Kennedy, le parti a augmenté le nombre de ses sièges lors des élections de 2001 et également en 2005. Charles Kennedy a été obligé de démissionner le 7 janvier 2006 à cause d'une cabale interne et parce que des révélations sur son alcoolisme allaient être rendues publiques. Menzies Campbell a été choisi comme dirigeant pour l'élection du 2 mars 2006.
À partir de 2004, le parti, qui a prospéré en se positionnant à la gauche du Parti travailliste, décide de retrouver sa place historique au centre. Le but est de récupérer des voix anti-Irak provenant des conservateurs dans des circonscriptions travaillistes. Les stratèges du parti désirent également reprendre l'espace politique au centre, misant sur un virage à gauche du Parti travailliste après le départ de Tony Blair. La presse britannique utilise le terme de « révolution du livre orange » pour désigner l'adoption en 2004 d'un nouveau manifeste qui convertit les Lib-Dems au néolibéralisme et les rapproche des conservateurs sur les questions économiques.
Ce parti qui se présente comme le « plus scrupuleux » de l'échiquier politique britannique[réf. nécessaire] a vu certains de ses dirigeants être accusés d'écarts de conduite impardonnables en politique et de scandales. Le parti est menacé aussi par le Parti conservateur, qui s'est rétabli après l'élection de David Cameron, son nouveau dirigeant.

### Au gouvernement (2010-2015)
Durant la campagne des élections législatives de 2010, la prestation du chef du parti Nick Clegg lors du premier débat télévisé permet aux Libéraux-démocrates de voir leurs intentions de vote fortement augmenter, un sondage leur prédisant même 34 % des suffrages. Cependant, les intentions de vote diminuent par la suite. Finalement, le 6 mai 2010, le parti obtient 57 sièges et 23 % des voix. Mais les élections débouchent sur un « parlement suspendu » (Hung Parliament), sans majorité, qui met les Libéraux-démocrates dans une position de « faiseur de roi ». Le 11 mai, un accord de coalition est trouvé avec le Parti conservateur britannique pour un gouvernement sous l'autorité de David Cameron comprenant cinq membres des Libéraux-démocrates, dont Nick Clegg qui devient vice-Premier ministre. Le but des Démocrates-Libéraux est d'« ancrer le gouvernement au centre ». Mais une grande partie de ses électeurs jugent que le parti a « vendu son âme » en s'alliant aux conservateurs.
Lors des élections locales de 2011, les Libéraux-démocrates perdent le tiers de leurs sièges tandis que le référendum sur le mode de scrutin qu'ils soutiennent est largement rejeté. L'année suivante, ils connaissent une défaite qualifiée d'« historique » aux élections locales. Au congrès de Brighton, en septembre 2012, Nick Clegg apparaît de plus en plus contesté au sein du parti, de nombreux militants lui reprochent d'avoir laissé le gouvernement de coalition faire d'importantes coupes budgétaires dans les allocations aux plus pauvres, d'avoir abandonné la réforme de la Chambre des lords ou encore d'avoir reculé sur la question des frais universitaires.

## Positionnement politique
Traditionnellement centriste, le parti a évolué vers la gauche parallèlement au recentrage du Parti travailliste sous l'influence de Tony Blair dans les années 1990. Depuis 2004, les Libéraux-démocrates ont repris leur place au centre, notamment en participant à un gouvernement de coalition avec les conservateurs entre 2010 et 2015. Cependant, les électeurs du parti se trouvent plus à gauche que les instances dirigeantes même si un rééquilibrage vers le centre se rencontre après 2010, avec la perte de son électorat le plus à gauche.
Le parti veut réduire les impôts sur les ménages les plus pauvres, par le biais d'une taxe sur la propriété foncière (Mansion Tax (en)). En matière d'éducation, ils sont favorables à une baisse des frais de scolarité et à une réduction du nombre d'élèves par classe. Le parti se voit cependant accuser de trahir ses promesses de campagne à la suite de sa participation au gouvernement de David Cameron, qui permet aux universités de tripler les frais d'inscription et dont la politique d'austérité entraîne une chute de 10 % en moyenne des revenus des Britanniques. Sur le plan des libertés individuelles, le parti est opposé à la création d'une carte d'identité et au stockage d'empreintes génétiques de personnes innocentes.
Les Libéraux-démocrates sont parfois qualifiés de « verts » : ils sont pour un Royaume-Uni « zero carbon » en 2050, contre la construction de nouvelles centrales à charbon et les centrales nucléaires de nouvelle génération. Ils proposent également de restreindre le budget alloué aux routes pour rouvrir des lignes de chemin de fer fermées.
Le parti est favorable à une profonde modification des institutions politiques britanniques. Il est pour l'instauration du scrutin à vote unique transférable. L'accord de coalition avec les conservateurs prévoit un référendum sur le mode de scrutin, visant à adopter le vote alternatif, mais celui-ci est largement rejeté en 2011. Les Libéraux-démocrates sont également en faveur d'une baisse du nombre de députés et la mise en place d'élections parlementaires à dates fixes. Le Fixed-term Parliaments Act 2011 est voté par la coalition Tories-LibDems et fixe pour la première fois les élections législatives, tous les cinq ans. Le parti est favorable à une « démocratisation » de la Chambre des lords.
En matière de politique étrangère, les Libéraux-démocrates sont réputés pacifistes. Ils sont par exemple le seul grand parti britannique à s'être mobilisé contre la guerre d'Irak. Le parti est europhile et s'est même prononcé en faveur de l'euro. Après le référendum sur l'appartenance du Royaume-Uni à l'Union européenne, les Libéraux-démocrates participent au blocage du Parlement en refusant toutes les propositions, et réclament l'organisation d'un second référendum. Ils restent cependant proches des conservateurs et refusent de prendre part à un vote de défiance contre le Premier ministre Boris Johnson.

## Résultats électoraux

### Élections générales

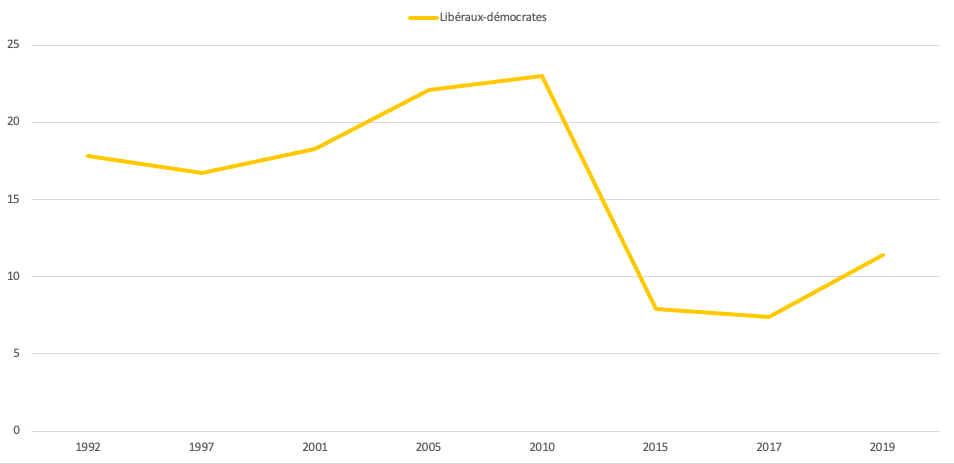
Evolution des résultats électoraux des Libéraux-Démocrates à la chambre des communes, 1992-2019.

| Élection | Voix      | %      | Sièges   | Rang | Gouvernement |
| -------- | --------- | ------ | -------- | ---- | ------------ |
| 1992     | 5 999 606 | 17,8 % | 20 / 650 | 3e   | Opposition   |
| 1997     | 5 242 947 | 16,8 % | 46 / 659 | 3e   | Opposition   |
| 2001     | 4 814 321 | 18,3 % | 52 / 659 | 3e   | Opposition   |
| 2005     | 5 985 454 | 22,0 % | 62 / 646 | 3e   | Opposition   |
| 2010     | 6 836 248 | 23,0 % | 57 / 650 | 3e   | Cameron I    |
| 2015     | 2 415 888 | 7,9 %  | 8 / 650  | 4e   | Opposition   |
| 2017     | 2 368 048 | 7,4 %  | 12 / 650 | 3e   | Opposition   |
| 2019     | 3 696 419 | 11,4 % | 11 / 650 | 3e   | Opposition   |
| 2024     | 3 519 199 | 12,2 % | 72 / 650 | 4e   | Opposition   |

### Élections européennes
| Année | Voix      | %      | Mandats | Rang | Groupe |
| ----- | --------- | ------ | ------- | ---- | ------ |
| 1989  | 986 292   | 6,2 %  | 0 / 81  | 4e   | /      |
| 1994  | 2 552 730 | 16,1 % | 2 / 87  | 3e   | ELDR   |
| 1999  | 1 266 549 | 12,7 % | 10 / 87 | 3e   | ELDR   |
| 2004  | 2 452 327 | 14,9 % | 12 / 78 | 4e   | ADLE   |
| 2009  | 2 080 613 | 13,7 % | 11 / 72 | 4e   | ADLE   |
| 2014  | 1 087 633 | 6,6 %  | 1 / 73  | 5e   | ADLE   |
| 2019  | 3 367 284 | 19,8 % | 16 / 73 | 2e   | RE     |

### Élections parlementaires écossaises
| Année | %    | Mandats  | Rang | Gouvernement |
| ----- | ---- | -------- | ---- | ------------ |
| 1999  | 14,5 | 17 / 129 | 4e   | McConnell I  |
| 2003  | 15,3 | 17 / 129 | 4e   | McConnell II |
| 2007  | 16,2 | 16 / 129 | 4e   | Opposition   |
| 2011  | 7,9  | 5 / 129  | 4e   | Opposition   |
| 2016  | 7,8  | 5 / 129  | 5e   | Opposition   |
| 2021  | 5,1  | 4 / 129  | 5e   |              |

### Élections parlementaires galloises
| Année | %               | %     | Mandats | Rang | Gouvernement                     |
| Année | Circonscription | Liste | Mandats | Rang | Gouvernement                     |
| ----- | --------------- | ----- | ------- | ---- | -------------------------------- |
| 1999  | 13,5            | 12,5  | 6 / 60  | 4e   | Gouvernement de la 1re Assemblée |
| 2003  | 14,1            | 12,7  | 6 / 60  | 4e   | Opposition                       |
| 2007  | 14,8            | 11,7  | 6 / 60  | 4e   | Opposition                       |
| 2011  | 10,6            | 8,0   | 5 / 60  | 4e   | Opposition                       |
| 2016  | 7,7             | 6,5   | 1 / 60  | 5e   | Gouvernement de la 5e Assemblée  |
| 2021  | 4,9             | 4,3   | 1 / 60  | 5e   |                                  |

## Leaders des Libéraux-démocrates
- David Steel et Robert Maclennan (1988, intérim, après la fusion)
- Paddy Ashdown (1988-1999)
- Charles Kennedy, (1999-2006)
- Menzies Campbell, (2006-2007)
- Vince Cable, (2007, intérim)
- Nick Clegg, (2007-2015)
- Tim Farron, (2015-2017)[21]
- Vince Cable, (2017-2019)
- Jo Swinson, (2019)
- Edward Davey et Sal Brinton (2019-2020, intérim)
- Edward Davey et Mark Pack (2020, intérim)
- Edward Davey (depuis 2020)